# Дискографија Мајли Сајрус
Америчка певачица Мајли Сајрус објавила је шест студијских албума, један албум уживо, један ЕП, двадесет и девет синглова и седам промотивних синглова. Сајрусова је постала позната по улози у америчкој хумористичкој серији Хана Монтана. До 2014. године певачица је продала 15,9 милиона музичких записа широм света.
Први студијски албум под називом Hannah Montana 2: Meet Miley Cyrus објављен је 26. јуна 2007. године. Први диск представља саундтрек из друге сезоне Хане Монтане, док други диск представља дебитански албум Мајли Сајрус, главне глумице серије. Албум је објављен за Волт Дизни и Холивуд рекордс. Албум је доживео комерцијални успех у неколико држава, а био је први на америчкој листи Билборд 200. Албумски сингл See You Again био је међу десет најбољих песама у Сједињеним Државама, Аустралији и Канади. Први албум уживо Мајли Сајрус под називом Best of Both Worlds Concert објављен је 11. марта 2008. године за дигиталано преузимање и на цд формату.
Други студијски албум Breakout објављен је 22. јула 2008. године. Албум је поп и рок жанра, али садржи и варијанте других музичких жанрова. Breakout нашао се на врху листе у Сједињеним Државама, Кадади и Аустралији. Главни албумски сингл 7 Things доспео је међу десет најбољих песама у Сједињеним Државама, Аустралији и Норвешкој.
Након објављивања албума, певачица је снимила звучне записе за филм Хана Монтана, који су објављени у марту 2009. године. Главни сингл за филм, под називом The Climb био је најбољи у Сједињеним Државама, Аустралији, Канади, Ирској и Новершкој.
Први ЕП под називом The Time of Our Livesпевачица је објавила 28. августа 2009. године за дигитално преузимање и на винилу. Са епа се истакла песма Party in the U.S.A, која је била међу пет најбољих песама у Сједињеним Државама, Канади, Ирској и на Новом Зеланду.
Трећи студијски албум Can't Be Tamed објављен је 19. јуна 2010. године. Албум је досегнуо до првог места у Сједињеним Државама, Аустралији, Аустрији, Канади, Ирској, Италији и на Новом Зеланду. Истоимена нумера са албума нашла се међу десет најбољих песама у Канади, Сједињеним Државама, Ирској и на Новом Зеланду, а албум је био мање комерцијално успешан од претходних албума певачице.
Четврти студијски албум Bangerz објављен је 8. октобра 2013. године за дигитално преузимање, на цд и винил формату. Албум је доспео на врхове листа Сједињених Држава, Аустралије, Канаде, Ирске, Норвешке и Велике Британије. Песме са албума We Can't Stop и Wrecking Ball биле су на врху табеле у Великој Британији, а касније и на првом месту листе у Сједињеним Државама.
Пети студијски албум под називом Miley Cyrus & Her Dead Petz објављен је 30. августа 2015. године, бесплатно за слушање на Саундклауду.
Шести студијски албум Younger Now објављен је 29. септембра 2017. године и нашао се на листи пет најбољих албума у Сједињеним Државама, Канади, Аустралији, Ирској и на Новом Зеланду. Албумски синлг Malibu се нашао на 10. а сингл Younger Now на 79. позицији на Билборд хот 100 листи. Поред тога, сингл Malibu добио је дупло платинумско признање од Америчког удружења дискографских кућа.

## Албуми

### Студијски албуми
| Назив                       | Детаљи | Позиција              | Позиција              | Позиција              | Позиција              | Позиција              | Позиција              | Позиција              | Позиција              | Позиција              | Позиција              | Сертификат | Број продатих примерака |
| Назив                       | Детаљи | САД                   | АУС                   | АУС 40                | КАН                   | НЕМ                   | ИР                    | ИТА                   | НОР                   | НЗ                    | УК                    | Сертификат | Број продатих примерака |
| --------------------------- | --- | --------------------- | --------------------- | --------------------- | --------------------- | --------------------- | --------------------- | --------------------- | --------------------- | --------------------- | --------------------- | --- | ----------------------- |
| Meet Miley Cyrus            | - Датум објављивања: 26. јун 2007. - Издавачка кућа: Волт Дизни, Hollywood Records - Формат: ЦД, дигитално преузимање   | 1                     | 20                    | 13                    | 3                     | —                     | —                     | —                     | 8                     | 6                     | 8                     | - Америчко удружење дискографских кућа: 3× Платина - Аустралијско удружење дискографских кућа: Платина - BPI: Златно - MC: 2× Платина - RMNZ: Златно                                     |                         |
| Breakout                    | - Датум објављивања: 22. јул 2008. - Издавачка кућа: Hollywood - Формат: ЦД, дигитално преузимање                       | 1                     | 1                     | 12                    | 1                     | 24                    | 11                    | 6                     | 15                    | 2                     | 10                    | - Америчко удружење дискографских кућа: Платина - * Аустралијско удружење дискографских кућа: Платина - BPI: Платина - BVMI: Златно - FPI АУС 40: Златно - IRMA: Платина - RMNZ: Платина |                         |
| Can't Be Tamed              | - Датум објављивања: 19. јун 2010. - Издавачка кућа: Hollywood - Формат: ЦД, дигитално преузимање                       | 3                     | 4                     | 2                     | 2                     | 4                     | 5                     | 4                     | 8                     | 2                     | 8                     | - Аустралијско удружење дискографских кућа: Златно - BPI: Сребрно | - САД: 351,000          |
| Bangerz                     | - Датум објављивања: 8. октобар 2013. - Издавачка кућа: RCA Records - Формат: ЦД, дигитално преузимање, винил           | 1                     | 1                     | 4                     | 1                     | 9                     | 1                     | 3                     | 1                     | 2                     | 1                     | - Америчко удружење дискографских кућа: 3× Платина - Аустралијск удружење дискографских кућа: Златно - BPI: Златно - IFPI АУС 40: Златно - IFPI НОР: Златно - MC: 2x Платина             | - САД: 1,003,000        |
| Miley Cyrus & Her Dead Petz | - Датум објављивања: 30. август 2015. - Издавачка кућа: Smiley Miley Inc., RCA - Формат: стриминг, бесплатно преузимање | Није изашао у продаји | Није изашао у продаји | Није изашао у продаји | Није изашао у продаји | Није изашао у продаји | Није изашао у продаји | Није изашао у продаји | Није изашао у продаји | Није изашао у продаји | Није изашао у продаји | Није изашао у продаји | Није изашао у продаји   |
| Younger Now                 | - Датум објављивања: 29. септембар 2017. - Издавачка кућа: RCA - Формат: ЦД, дигитално преузимање, винил                | 5                     | 2                     | 8                     | 3                     | 16                    | 5                     | 9                     | 9                     | 4                     | 8                     | - MC: Златно | - САД: 33,000           |

### Уживо албуми
| Назив                       | Детаљи | Позиција | Позиција | Позиција | Позиција | Позиција | Позиција | Позиција | Позиција | Позиција | Позиција | Сертификат                                        |
| Назив                       | Детаљи | САД      | АУС      | АУС 40   | БЕЛ      | БЕЛ WA   | КАН      | НЕМ      | ИР       | НЗ       | УК       | Сертификат                                        |
| --------------------------- | --- | -------- | -------- | -------- | -------- | -------- | -------- | -------- | -------- | -------- | -------- | ------------------------------------------------- |
| Best of Both Worlds Концерт | - Датум објављивања: 11. март 2008. - Издавачка кућа: Walt Disney, Hollywood - Формат: ЦД, дигитално преузимање | 3        | 16       | 14       | 6        | 100      | 3        | 94       | 10       | 27       | 29       | - Аустралијск удружење дискографских кућа: Златно |

### Видео албуми
| Назив            | Детаљи                                                                                             | Позиција  | Позиција | Позиција | Позиција | Позиција |
| Назив            | Детаљи                                                                                             | САД видео | АУС      | ИТА      | ШПА      | УК       |
| ---------------- | -------------------------------------------------------------------------------------------------- | --------- | -------- | -------- | -------- | -------- |
| Live from London | - Датум објављивања: 21. јун 2010. - Издавачка кућа: Hollywood - Формат: DVD, дигитално преузимање | —         | —        | —        | —        | —        |
| Bangerz Tour     | - Датум објављивања: 23. март 2015. - Издавачка кућа: RCA - Формат: DVD, дигитално преузимање      | 1         | 1        | 1        | 1        | 2        |

## Епови
| Назив                 | Детаљи                                                                                                  | Позиција | Позиција | Позиција | Позиција | Позиција | Позиција | Позиција | Позиција | Позиција | Позиција | Сертификат |
| Назив                 | Детаљи                                                                                                  | САД      | АУС      | АУС 40   | КАН      | НЕМ      | ИР       | ИТА      | НОР      | НЗ       | УК       | Сертификат |
| --------------------- | --- | -------- | -------- | -------- | -------- | -------- | -------- | -------- | -------- | -------- | -------- | --- |
| The Time of Our Lives | - Датум објављивања: 28. август 2009. - Издавачка кућа: Hollywood - Формат: винил, дигитално преузимање | 2        | 11       | 5        | 9        | 9        | 9        | 32       | 33       | 9        | 17       | - Америчко удружење дискографских кућа: Платина - Аустралијск удружење дискографских кућа: Златно - BPI: Златно - BVMI: Златно - IFPI АУС 40: Златно - IRMA: Платина - RMNZ: Златно |

## Синглови

### Као главни извођач
| Назив                                                   | Година | Позиција | Позиција | Позиција | Позиција | Позиција | Позиција | Позиција | Позиција | Позиција | Позиција | Сертификат | Албум                    |
| Назив                                                   | Година | САД      | АУС      | АУС 40   | КАН      | НЕМ      | ИР       | НОР      | НЗ       | ШВЕ      | УК       | Сертификат | Албум                    |
| ------------------------------------------------------- | ------ | -------- | -------- | -------- | -------- | -------- | -------- | -------- | -------- | -------- | -------- | --- | ------------------------ |
| "Ready, Set, Don't Go" (Мајли Сајрус и Били Реј Сајрус) | 2007   | 37       | —        | —        | 47       | —        | —        | —        | —        | —        | —        | | Home at Last             |
| "See You Again"                                         | 2007   | 10       | 6        | 30       | 4        | 52       | 13       | 11       | —        | —        | 11       | - Аустралијск удружење дискографских кућа: Платина - RMNZ: Златно | Meet Miley Cyrus         |
| "Start All Over"                                        | 2007   | 68       | 41       | —        | 91       | —        | —        | —        | —        | —        | —        | | Meet Miley Cyrus         |
| "7 Things"                                              | 2008   | 9        | 10       | 14       | 13       | 17       | 26       | 8        | 24       | —        | 25       | - Аустралијско удружење дискографских кућа: Златно | Breakout                 |
| "Fly on the Wall"                                       | 2009   | 84       | 54       | 57       | 73       | 62       | 23       | —        | —        | —        | 16       | | Breakout                 |
| "The Climb"                                             | 2009   | 4        | 5        | 30       | 5        | 41       | 11       | 5        | 12       | 40       | 11       | - Америчко удружење дискографских кућа: 4× Платина - Аустралијско удружење дискографских кућа: 2× Платина - BPI: Златно - MC: 3× Платина - RMNZ: Платина                                                                                  | Хана Монтана             |
| "Hoedown Throwdown"                                     | 2009   | 18       | 20       | 41       | 15       | 66       | 10       | 17       | 40       | —        | 18       | - Аустралијско удружење дискографских кућа: Златно | Хана Монтана             |
| "Party in the U.S.A."                                   | 2009   | 2        | 6        | 30       | 3        | 93       | 5        | 12       | 3        | 22       | 11       | - Америчко удружење дискографских кућа: 7× Платина - Аустралијско удружење дискографских кућа: 2× Платина - BPI: Платина - MC: 4× Платина - RMNZ: Платина                                                                                 | The Time of Our Lives    |
| "When I Look at You"                                    | 2010   | 16       | 19       | 57       | 24       | 85       | 45       | —        | 27       | —        | 79       | | The Time of Our Lives    |
| "Can't Be Tamed"                                        | 2010   | 8        | 14       | 21       | 6        | 29       | 5        | 15       | 5        | 42       | 13       | - Аустралијско удружење удружење дискографских кућа: Златно | Can't Be Tamed           |
| "Who Owns My Heart"                                     | 2010   | —        | —        | 35       | —        | 24       | —        | —        | —        | —        | —        | | Can't Be Tamed           |
| "We Can't Stop"                                         | 2013   | 2        | 4        | 8        | 3        | 16       | 7        | 3        | 1        | 5        | 1        | - Америчко удружење дискографских кућа: 5× Платина - Аустралијско удружење дискографских кућа: 3× Платина - BPI: Платина - BVMI: Златно - MC: 4× Платина - GLF: 3× Платина - IFPI АУС 40: Златно - RMNZ: Платина                          | Bangerz                  |
| "Wrecking Ball"                                         | 2013   | 1        | 2        | 2        | 1        | 6        | 2        | 2        | 2        | 3        | 1        | - Америчко удружење дискографских кућа: 5× Платина - Аустралијско удружење дискографских кућа: 4× Платина - BPI: Платина - BVMI: Платина - GLF: 3× Платина - IFPI АУС 40: Златно - IFPI NOR: 11× Платина - MC: 4× Платина - RMNZ: Платина | Bangerz                  |
| "Real and True" (Future, Mr Hudson и Мајли Сајрус)      | 2013   | —        | —        | —        | —        | —        | —        | —        | —        | —        | 92       | | Није ни на једном албуму |
| "Adore You"                                             | 2013   | 21       | 25       | —        | 36       | —        | —        | —        | 15       | —        | 27       | - Америчко удружење дискографских кућа: 2× Платина - Аустралијско удружење дискографских кућа: Златно - BPI: Сребрно - MC: Платина | Bangerz                  |
| "Malibu"                                                | 2017   | 10       | 3        | 8        | 4        | 20       | 7        | 4        | 4        | 21       | 11       | - Америчко удружење дискографских кућа: Платина - Аустралијско удружење дискографских кућа: 3× Платина - BPI: Златно - BVMI: Златно - GLF: Златно - IFPI АУС 40: Златно - MC: 3x Платина - RMNZ: Златно                                   | Younger Now              |
| "Younger Now"                                           | 2017   | 79       | 49       | —        | 48       | —        | 73       | —        | —        | 75       | 54       | | Younger Now              |

### Као гостујући извођач
| Назив                                                                               | Година | Позиција | Позиција | Позиција | Позиција | Позиција | Позиција | Позиција | Позиција | Позиција | Позиција | Сертификат                                                         | Албум                             |
| Назив                                                                               | Година | САД      | АУС      | АУС 40   | КАН      | НЕМ      | ИР       | ИТА      | НОР      | НЗ       | УК       | Сертификат                                                         | Албум                             |
| ----------------------------------------------------------------------------------- | ------ | -------- | -------- | -------- | -------- | -------- | -------- | -------- | -------- | -------- | -------- | ------------------------------------------------------------------ | --------------------------------- |
| "Just Stand Up!" (заједно са другим музичарима за кампању у борби против канцера)   | 2008   | 11       | 39       | 73       | 10       | —        | 11       | —        | —        | 19       | 26       |                                                                    | Није ни на једном албуму          |
| "Everybody Hurts" (као део пројекта Helping Haiti)                                  | 2010   | —        | 28       | 23       | 59       | 16       | 1        | —        | —        | 17       | 1        |                                                                    | Није ни на једном албуму          |
| "We Are the World 25 for Haiti" (заједно са музичарима за Хаити])                   | 2010   | 2        | 18       | —        | 7        | —        | 9        | 10       | 1        | 8        | 50       |                                                                    | Није ни на једном албуму          |
| "Nothing to Lose" Bret Michaels и Мајли Сајрус)                                     | 2010   | —        | —        | —        | —        | —        | —        | —        | —        | —        | —        |                                                                    | Custom Built                      |
| "Decisions" (Borgore и Мајли Сајрус)                                                | 2012   | —        | —        | —        | —        | —        | —        | —        | —        | —        | —        |                                                                    | #NEWGOREORDER                     |
| "Ashtrays and Heartbreaks" (Снуп Дог и Мајли Сајрус)                                | 2013   | —        | —        | —        | —        | —        | —        | —        | —        | —        | —        |                                                                    | Reincarnated                      |
| "Fall Down" (will.i.am и Мајли Сајрус)                                              | 2013   | 58       | 14       | 45       | 15       | 48       | 17       | 93       | —        | 15       | 34       | - Аустралијско удружење дискографских кућа: Платина - RMNZ: Златно | #willpower                        |
| "23" (Mike Will Made It, Виз Калифа, Juicy J и Мајли Сајрус)                        | 2013   | 11       | 39       | —        | 26       | —        | —        | 56       | —        | 26       | 90       |                                                                    | Est. in 1989, Pt. 3               |
| "Feelin' Myself" (will.i.am, French Montana, Виз Калифа, DJ Mustard и Мајли Сајрус) | 2013   | 96       | 34       | —        | —        | 55       | —        | 83       | —        | 16       | 2        | - BPI: Златно                                                      | #willpower                        |
| "Lucy in the Sky with Diamonds" (The Flaming Lips, Moby и Мајли Сајрус)             | 2014   | —        | —        | —        | —        | —        | —        | —        | —        | —        | —        |                                                                    | With a Little Help from My Fwends |
| "Teardrop" (Lolawolf и Мајли Сајрус)                                                | 2016   | —        | —        | —        | —        | —        | —        | —        | —        | —        | —        |                                                                    | Није ни на једном албуму          |
| "We a Famly" (The Flaming Lips и Мајли Сајрус)                                      | 2017   | —        | —        | —        | —        | —        | —        | —        | —        | —        | —        |                                                                    | Oczy Mlody                        |

### Промотивни синглови
| Назив                                                       | Година | Позиција | Позиција | Позиција | Позиција | Позиција | Позиција | Албум                    |
| Назив                                                       | Година | САД      | АУС      | КАН      | НЗ       | ШПА      | УК       | Албум                    |
| ----------------------------------------------------------- | ------ | -------- | -------- | -------- | -------- | -------- | -------- | ------------------------ |
| "Send It On" (као део пројекта Disney's Friends for Change) | 2009   | 20       | —        | —        | —        | —        | —        | Није ни на једном албуму |
| "We Belong to the Music" (Тимберленд и Мајли Сајрус)        | 2009   | —        | —        | 63       | —        | —        | —        | Shock Value II           |
| "Forgiveness and Love"                                      | 2010   | —        | —        | —        | —        | —        | —        | Can't Be Tamed           |
| "Every Rose Has Its Thorn"                                  | 2011   | —        | —        | —        | —        | —        | —        | Can't Be Tamed           |
| "Hands of Love"                                             | 2015   | —        | —        | 58       | —        | —        | 135      | Није ни на једном албуму |
| "Inspired"                                                  | 2017   | —        | 97       | —        | —        | 23       | —        | Younger Now              |
| "Week Without You"                                          | 2017   | —        | —        | —        | —        | —        | —        | Younger Now              |

## Остале песме
| Назив                                           | Година | Позиција | Позиција | Позиција | Позиција | Позиција | Позиција | Сертификат                                     | Аалбум                      |
| Назив                                           | Година | САД      | АУС      | КАН      | ИР       | НЗ Heat. | УК       | Сертификат                                     | Аалбум                      |
| ----------------------------------------------- | ------ | -------- | -------- | -------- | -------- | -------- | -------- | ---------------------------------------------- | --------------------------- |
| "G.N.O. (Girls' Night Out)"                     | 2007   | 91       | —        | —        | —        | —        | —        |                                                | Meet Miley Cyrus            |
| "I Miss You"                                    | 2007   | —        | —        | —        | —        | —        | —        |                                                | Meet Miley Cyrus            |
| "Breakout"                                      | 2008   | 56       | 94       | 45       | —        | —        | —        |                                                | Breakout                    |
| "Girls Just Wanna Have Fun"                     | 2008   | —        | —        | 92       | —        | —        | —        |                                                | Breakout                    |
| "Goodbye"                                       | 2008   | —        | —        | —        | —        | —        | —        |                                                | Breakout                    |
| "Butterfly Fly Away"                            | 2009   | 56       | 56       | 50       | 46       | —        | 78       |                                                | Hannah Montana: The Movie   |
| "The Time of Our Lives"                         | 2009   | —        | —        | 51       | —        | —        | —        |                                                | The Time of Our Lives       |
| "I Hope You Find It"                            | 2010   | —        | —        | —        | —        | —        | —        |                                                | The Last Song               |
| "Liberty Walk"                                  | 2010   | —        | —        | 79       | —        | —        | —        |                                                | Can't Be Tamed              |
| "Stay"                                          | 2010   | 75       | —        | 61       | —        | —        | —        |                                                | Can't Be Tamed              |
| "Drive"                                         | 2013   | 87       | —        | 90       | —        | —        | 136      |                                                | Bangerz                     |
| "Someone Else"                                  | 2013   | 93       | —        | 97       | —        | —        | 172      |                                                | Bangerz                     |
| "FU" (French Montana и Мајли Сајрус)            | 2013   | —        | —        | —        | —        | —        | —        | - Америчко удружење дискографских кућа: Златно | Bangerz                     |
| "Maybe You're Right"                            | 2013   | —        | —        | 85       | —        | —        | 141      |                                                | Bangerz                     |
| "SMS (Bangerz)" (Бритни Спирс и Мајли Сајрус)   | 2013   | —        | —        | —        | —        | —        | 157      |                                                | Bangerz                     |
| "My Darlin'" (Future и Мајли Сајрус)            | 2013   | —        | —        | 80       | —        | —        | —        |                                                | Bangerz                     |
| "Do My Thang"                                   | 2013   | —        | —        | —        | —        | —        | —        | - Америчко удружење дискографских кућа: Златно | Bangerz                     |
| "Hands in the Air" ([Лудакрис]] и Мајли Сајрус) | 2013   | —        | —        | 99       | —        | —        | 169      |                                                | Bangerz                     |
| "Dooo It!"                                      | 2015   | —        | —        | 60       | —        | —        | —        |                                                | Miley Cyrus & Her Dead Petz |
| "BB Talk"                                       | 2016   | —        | —        | 86       | —        | —        | —        |                                                | Miley Cyrus & Her Dead Petz |
| "Thinkin'"                                      | 2017   | —        | —        | —        | —        | 4        | —        |                                                | Younger Now                 |
| "Miss You So Much"                              | 2017   | —        | —        | —        | —        | 5        | —        |                                                | Younger Now                 |

## Остали пројекти
| Назив                                       | Година | Други музичар(и)             | Албум                                                              |
| ------------------------------------------- | ------ | ---------------------------- | ------------------------------------------------------------------ |
| "Zip-a-Dee-Doo-Dah"                         | 2006   | Нема                         | Disneymania 4                                                      |
| "Stand"                                     | 2006   | Били Реј Сајрус              | Wanna Be Your Joe                                                  |
| "Part of Your World"                        | 2007   | Нема                         | Disneymania 5                                                      |
| "I Learned from You"                        | 2007   | Нема                         | Bridge to Terabithia                                               |
| "I Thought I Lost You"                      | 2008   | Џон Траволта                 | Bolt                                                               |
| "Santa Claus Is Coming to Town"             | 2008   | Нема                         | All Wrapped Up                                                     |
| "Before the Storm"                          | 2009   | Jonas Brothers               | Lines, Vines and Trying Times                                      |
| "Butterfly Fly Away"                        | 2009   | Били Реј Сајрус              | Back to Tennessee                                                  |
| "Rockin' Around the Christmas Tree"         | 2009   | Нема                         | A Very Special Christmas 7                                         |
| "Overboard"                                 | 2011   | Џастин Бибер                 | Never Say Never: The Remixes                                       |
| "You're Gonna Make Me Lonesome When You Go" | 2012   | Нема                         | Chimes of Freedom                                                  |
| "Twerk"                                     | 2013   | Lil Twist и Џастин Бибер     | Don't Get It Twisted                                               |
| "A Day in the Life"                         | 2014   | The Flaming Lips и New Fumes | With a Little Help from My Fwends                                  |
| "My Sad Christmas Song"                     | 2015   | Нема                         | Није ни на једном албуму                                           |
| "Don't Let the Sun Go Down on Me"           | 2018   | Нема                         | Revamp: Reimagining the Songs of Elton John & Bernie Taupin        |
| "The Bitch Is Back"                         | 2018   | Нема                         | Restoration: Reimagining the Songs of Elton John and Bernie Taupin |